# Кубок Мальдівів з футболу
Кубок Мальдівів з футболу (Кубок футбольної асоціації Мальдівів) — футбольний клубний турнір в Мальдівах, який проводиться під егідою Футбольної асоціації Мальдівів. Переможець змагання представляє країну у Кубку АФК.

## Формат
У турнірі беруть участь команди з Дхівехі-Ліги та Другого дивізіону Мальдівів. Розіграш кубка проводиться за системою плей-оф. Переможець пари визначається за підсумками одного матчу, який проводиться на полі команди, що визначається жеребкуванням.

## Фінали
| Сезон   | Переможець                 | Рахунок                    | Фіналіст                   |
| ------- | -------------------------- | -------------------------- | -------------------------- |
| 1988    | Валенсія                   |                            | Нью Радіант                |
| 1989    | Нью Радіант                |                            | Вікторі Спортс Клуб        |
| 1990    | Клуб Лагунс                |                            | Нью Радіант                |
| 1991    | Нью Радіант                |                            | Клуб Лагунс                |
| 1992    | Клуб Лагунс                |                            | Валенсія                   |
| 1993    | Вікторі Спортс Клуб        |                            | Клуб Лагунс                |
| 1994    | Нью Радіант                |                            | Валенсія                   |
| 1995    | Валенсія                   | 1–0                        | Нью Радіант                |
| 1996    | Нью Радіант                |                            | Вікторі Спортс Клуб        |
| 1997    | Нью Радіант                | 2–0                        | Валенсія                   |
| 1998    | Нью Радіант                | 1–0                        | Хуррійя                    |
| 1999    | Валенсія                   | 2–2 2–1                    | Нью Радіант                |
| 2000    | Вікторі Спортс Клуб        | 3–0                        | Хуррійя                    |
| 2001    | Нью Радіант                | 1–1 2–0                    | Валенсія                   |
| 2002    | Айленд                     | 2–0                        | Нью Радіант                |
| 2003    | Айленд                     | 1–0                        | Валенсія                   |
| 2004    | Валенсія                   | 2–0                        | Вікторі Спортс Клуб        |
| 2005    | Нью Радіант                | 2–0                        | Валенсія                   |
| 2006    | Нью Радіант                | 2–0                        | Валенсія                   |
| 2007    | Нью Радіант                | 2–0                        | Валенсія                   |
| 2008    | ВБ Спортс                  | 1–0                        | Нью Радіант                |
| 2009    | Вікторі Спортс Клуб        | 2–0                        | ВБ Спортс                  |
| 2010    | Вікторі Спортс Клуб        | 2–1                        | Нью Радіант                |
| 2011    | ВБ Спортс                  | 6–4 дч                     | Мазія S&RC                 |
| 2012    | Мазія S&RC                 | 2–1                        | Клуб Іглс                  |
| 2013    | Нью Радіант                | 1–0                        | Мазія S&RC                 |
| 2014    | Мазія S&RC                 | 0–0 дч пен. 4–3            | Нью Радіант                |
| 2015    | змагання не проводились    | змагання не проводились    | змагання не проводились    |
| 2016    | Валенсія                   | 3–1                        | ТК Спортс Клуб             |
| 2017    | Нью Радіант                | 2–2 дч пен. 4–2            | ТК Спортс Клуб             |
| 2018-19 | змагання не проводились    | змагання не проводились    | змагання не проводились    |
| 2020    | змагання не було закінчене | змагання не було закінчене | змагання не було закінчене |
| 2021    | змагання не проводились    | змагання не проводились    | змагання не проводились    |
| 2022    | Мазія                      | 2–0                        | Валенсія                   |

## Титули за клубами
| # | Клуб                | Перемоги | Фінали | Роки перемог                                                           | Роки фіналів                                         |
| - | ------------------- | -------- | ------ | ---------------------------------------------------------------------- | ---------------------------------------------------- |
| 1 | Нью Радіант         | 12       | 8      | 1989, 1991, 1994, 1996, 1997, 1998, 2001, 2005, 2006, 2007, 2013, 2017 | 1988, 1990, 1995, 1999, 2002, 2008, 2010, 2014       |
| 2 | Валенсія            | 5        | 9      | 1988, 1995, 1999, 2004, 2016                                           | 1992, 1994, 1997, 2001, 2003, 2005, 2006, 2007, 2022 |
| 3 | Вікторі Спортс Клуб | 4        | 3      | 1993, 2000, 2009, 2010                                                 | 1989, 1996, 2004                                     |
| 4 | ВБ Адду             | 4        | 1      | 2002, 2003, 2008, 2011                                                 | 2009                                                 |
| 5 | Мазія               | 3        | 2      | 2012, 2014, 2022                                                       | 2011, 2013                                           |
| 6 | Клуб Лагунс         | 2        | 2      | 1990, 1992                                                             | 1991, 1993                                           |
| 7 | Хуррійя             | -        | 2      | -                                                                      | 1998, 2000                                           |
| 8 | Клуб Іглс           | -        | 1      | -                                                                      | 2012                                                 |
| = | ТК Спортс Клуб      | -        | 2      | -                                                                      | 2016, 2017                                           |